# HIF Akademi
HIF Akademi, var en svensk fotbollsklubb i Helsingborg. Klubben var ett farmarlag till Helsingborgs IF.
HIF Akademi grundades den 2 mars 2013 efter att Helsingborgs IF tagit över klubben Ramlösa Södra FF och döpt om den till Helsingborgs IF Akademi. Klubben spelade i Division 2 Västra Götaland, vilket är den fjärde nivån i svensk fotboll. De spelade sina hemmamatcher på Olympia i Helsingborg. Klubben upplöstes efter säsongen 2016.